# Glansnäckmossa
Glansnäckmossa (Fontinalis squamosa) är en bladmossart som beskrevs av Hedwig 1801. Glansnäckmossa ingår i släktet näckmossor, och familjen Fontinalaceae. Enligt den finländska rödlistan är arten otillräckligt studerad i Finland. Arten är reproducerande i Sverige. Artens livsmiljö är forsar. Inga underarter finns listade i Catalogue of Life.

## Bildgalleri

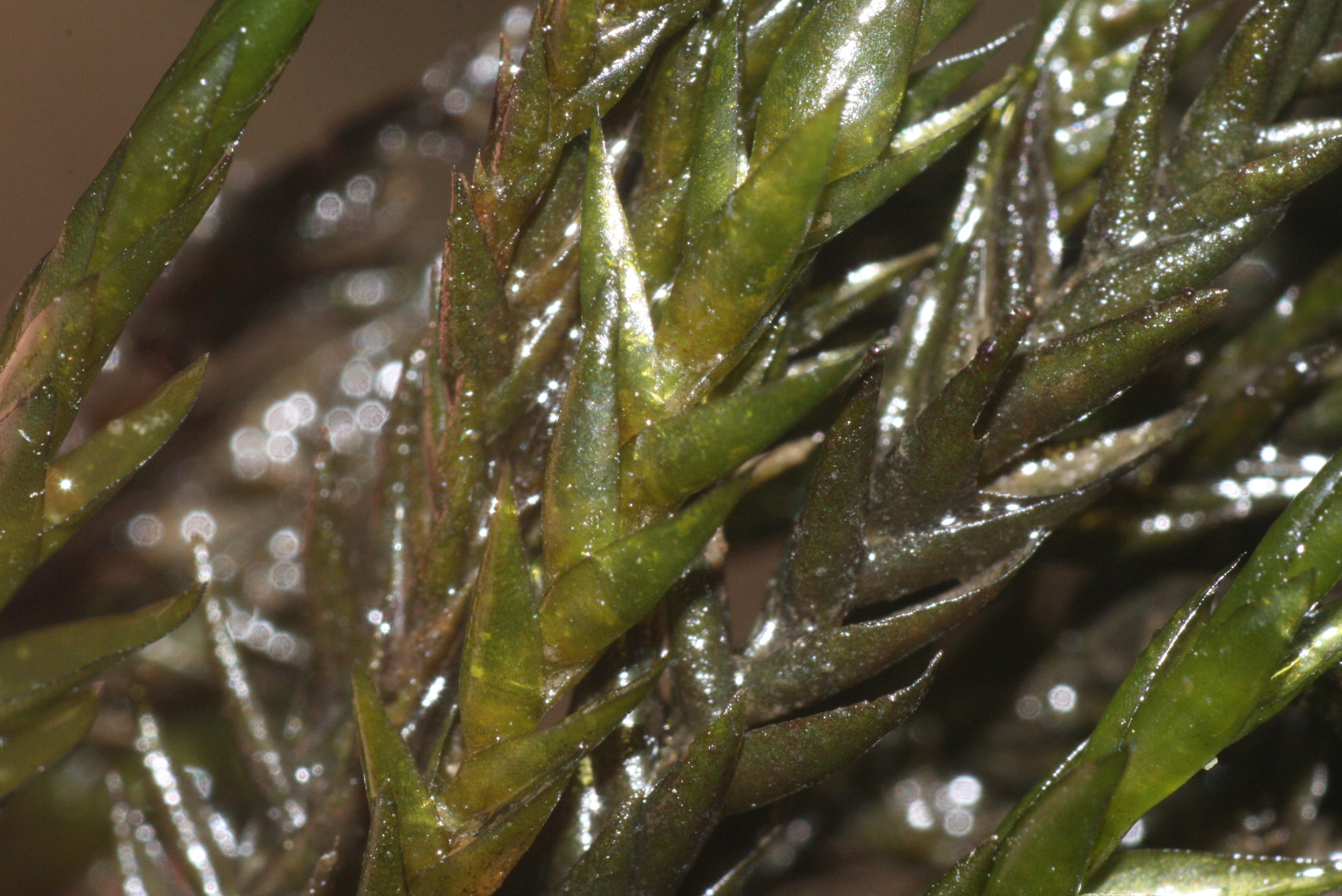
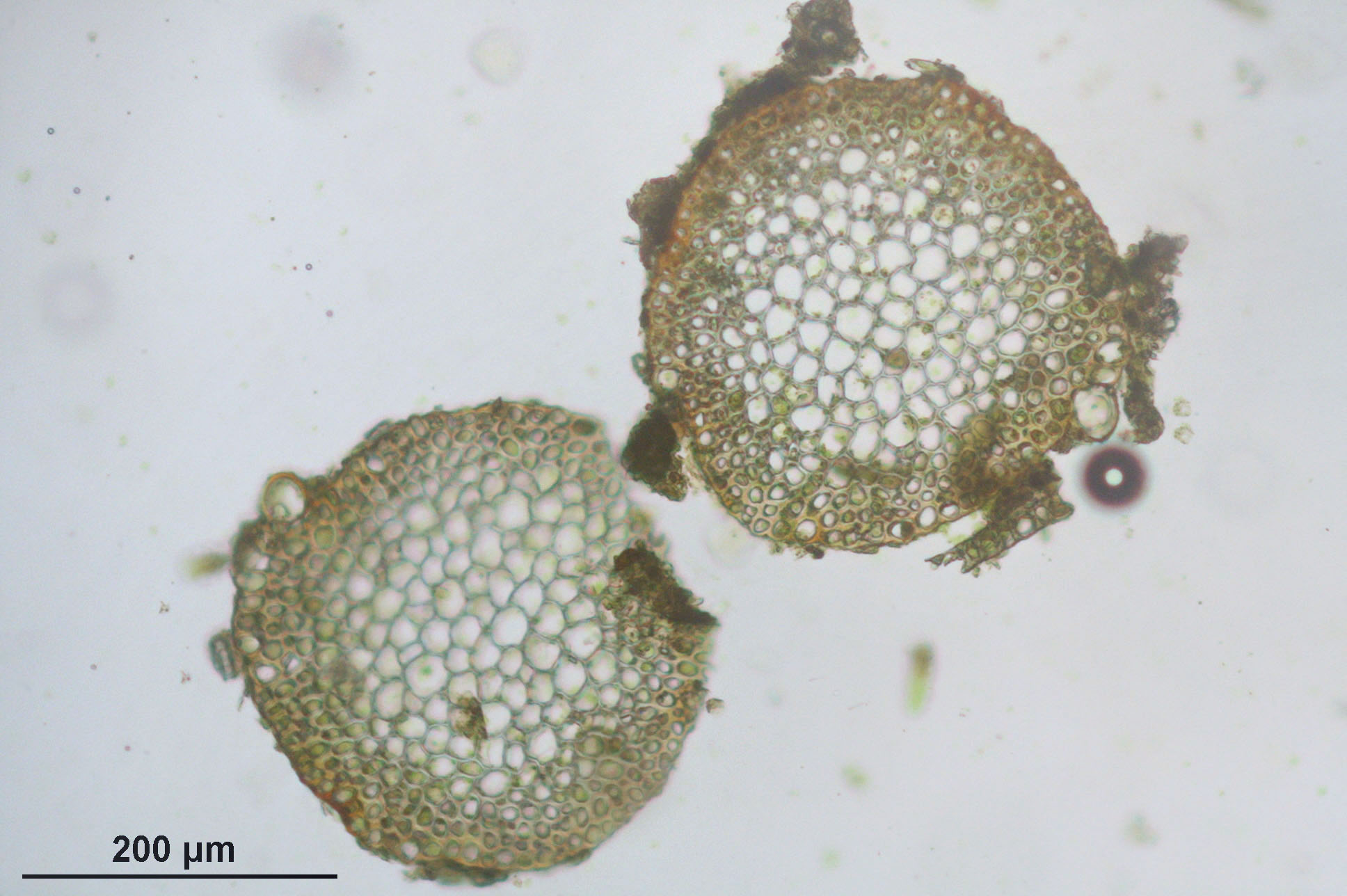
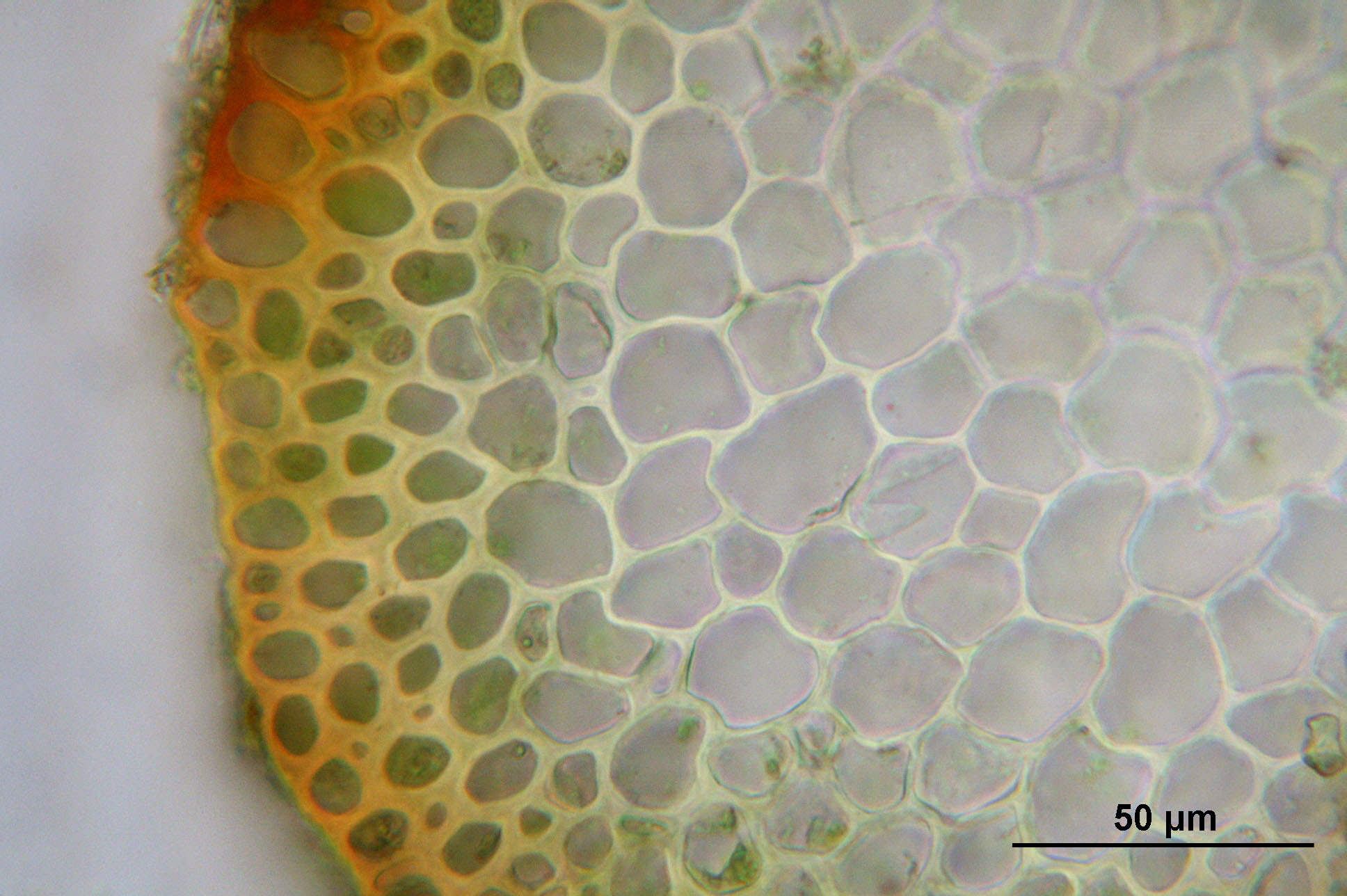
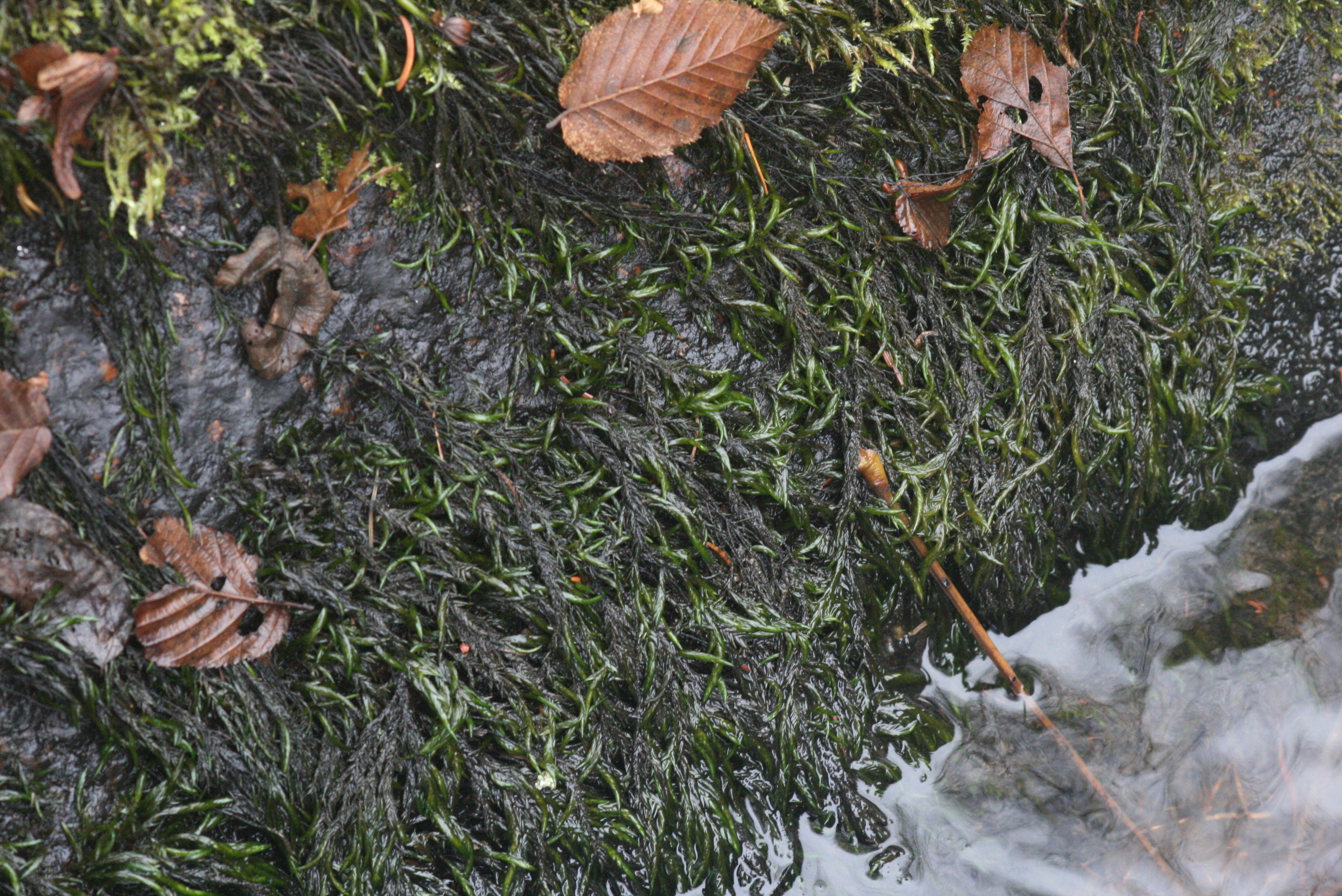